# Cyanotis nilagirica
Cyanotis nilagirica är en himmelsblomsväxtart som beskrevs av Justus Carl Hasskarl. Cyanotis nilagirica ingår i släktet Cyanotis och familjen himmelsblomsväxter. Inga underarter finns listade.